# Faerská husa

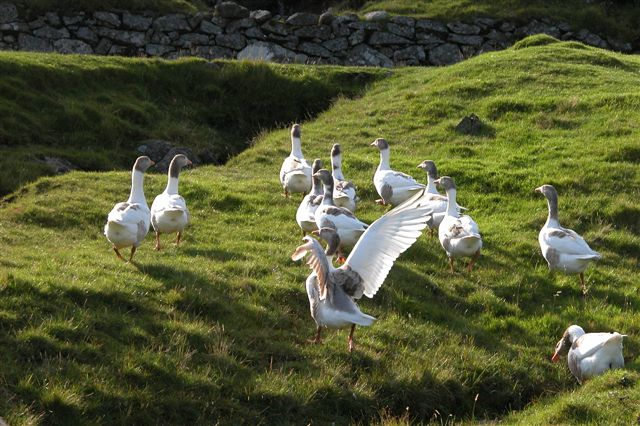
Faerské husy na pastvě

Faerská husa (faersky: Føroyska Gásin) je plemeno husy domácí původem z Faerských ostrovů. Faerská husa se považuje za nejstarší plemeno husy domácí v Evropě. Je pravděpodobně přímým potomkem hus, které na Faerské ostrovy přinesli ze Skandinávie a Británie Vikingové. 
Kromě Faerských ostrovů se chová také v Dánsku, Norsku a v Německu.

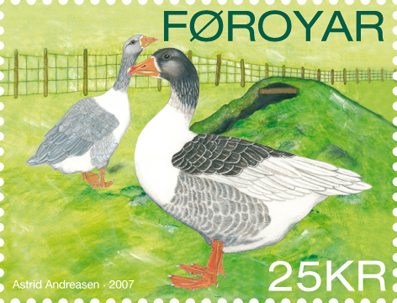
Faerská husa na poštovní známce

Faerská husa váži 5–5,5 kg (samec) a 4–4,5 kg (samice). Snáší 12–14 vajec s hmotností 130 g. 